# Budai Ilona (népdalénekes)
| Kattints az alábbi külső linkek egyikére! | Kattints az alábbi külső linkek egyikére! |
| ----------------------------------------- | ----------------------------------------- |
| Nem található szabad kép.(?)              |                                           |
| külső link · jogvédett                    | Budai Ilona arcképe                       |

Budai Ilona (Felpéc, 1951. április 3. – Budapest, 2023. december 15.) a Nemzet Művésze címmel kitüntetett, Kossuth-díjas magyar népdalénekes, előadóművész, az Óbudai Népzenei Iskola népiének-tanára.

## Életpályája
Egy Felpéchez közeli tanyán született, Győr-Sopron megyében.
Első sikerét az 1968-as Ki mit tud? és a Nyílik a rózsa című vetélkedőn aratta, majd az 1970-es Röpülj páva országos népdalversenyen az első díj mellett elnyerte Kodály Zoltánné különdíját is. Ekkor kezdődött meg együttműködése Halmos Bélával és Sebő Ferenccel a táncházi mozgalomban. 1971-ben szerzett diplomát a soproni óvónőképzőben, majd 1972 és 1977 között elvégezte a Bartók Béla Zeneművészeti Szakközépiskolát.
Első önálló népdalestjét 1976-ban adta. 1978-ban jelent meg első önálló nagylemeze. Ebben az évben alakult meg budapesti fiatalokból a Vikár Béla Népdalkör, melynek haláláig volt a vezetője.
Az 1970-es évek közepétől gyűjtött a környező országok magyarlakta vidékein népdalokat és népmeséket. 2001-ben készült első mesekazettája gyermekeknek, majd egy felnőtteknek szóló kazetta is. 1995-ben jelent meg első CD-albuma.
1986-tól tanított a III. kerületi zeneiskola népzenei tanszakán, amely ma már Óbudai Népzenei Iskola néven önálló intézmény. Tanított a Liszt Ferenc Zeneművészeti Egyetem népzene szakán, 1975 óta vezetett népzenei táborokat. A Magyar Rádióban 1987-től tíz éven át Énekeljünk együtt!, majd 1997-től Fúvom az énekem címmel volt műsora. 2008-tól a Magyar Katolikus Rádióban szerkesztett és vezetett népzenei műsort.

## Díjai
- Kodály Zoltán-díj (1986)
- Magyar Rádió nívódíja (1988)
- A Magyar Köztársasági Érdemrend kiskeresztje (1993)
- Magyar Örökség díj (1996)
- A Magyar Érdemrend középkeresztje (2014)
- Kossuth-díj (2016)
- A Nemzet Művésze (2018)